# Právní věda
Právní věda neboli jurisprudence (z latiny iuris prudentia; iuris, 2. pád (genitiv), od ius = právo, prudentia = rozvážnost, dobrý úsudek) je věda zkoumající z různých hledisek právo, a to ať již právo pozitivní (platné), tak i právo přirozené.

## Systém právní vědy
Právní věda není jednolitá, její systém je poměrně široký, spadá pod něj řada disciplín, které se často rozvíjejí relativně autonomně. Dělení může být různé, obecně se uvádějí tyto podobory:
- právní filosofie – usiluje o poznání podstaty práva, problémy jeho poznání a o jeho legitimizaci i hodnotovou stránku
- teorie práva – někdy se může překrývat s právní filosofií, zabývá se obecnými teoretickými otázkami práva
- právní dogmatika – zkoumá pouze obsah platného pozitivního práva
- právní politika – zaobírá se právem de lege ferenda (hodnocení platné právní úpravy a možnostem budoucích změn)
- teorie tvorby práva – zkoumá procesy vytváření práva
- právní sociologie – zkoumá vzájemný vztah práva a společnosti
- právní psychologie – zabývá se psychologickým mechanismem působení práva, v praxi se projevuje hlavně forenzní (soudní) psychologie
- právní sémiotika – výzkum právního jazyka
- právní logika – zabývá se postupy a formami myšlení v právu
- právní informatika – zabývá se právně informačními systémy
- právní etnografie – zkoumá právo jako součást jednotlivých národních kultur
- právní komparatistika – srovnává jednotlivé právní řády a právní kultury, stejně jako jednotlivé právní instituty
- právní historiografie – zabývá se dějinami práva a státu, součástí je právní romanistika a právní kanonistika

Takové vymezení je ale pouze všeobecné, např. Gerloch do těchto disciplín zasazuje i právní hermeneutiku jako teorii poznání, která zkoumá prameny práva. Knapp zase uvádí, že se vyskytly i pokusy konstituovat právní archeologii či právní biologii (zkoumající biologické prvky v právu, zejména v právu rodinném).
A kromě tohoto dělení se právní věda dělí i horizontálně podle jednotlivých právních odvětví. Tak existuje věda občanského práva, ústavního práva, trestního práva apod.